# Dai Takeuchi
Dai Takeuchi (武内 大 Takeuchi Dai?, nacido el 31 de mayo de 1992 en Oita) es un exfutbolista japonés. Jugaba de defensa y su único club fue el V-Varen Nagasaki de Japón.

## Trayectoria

### Clubes
| Club             | País  | Año         |
| ---------------- | ----- | ----------- |
| V-Varen Nagasaki | Japón | 2014 - 2016 |

## Estadística de carrera

### J. League
| Club             | Año   | J. League | J. League | Copa J. League | Copa J. League | Total | Total |
| Club             | Año   | Part.     | Goles     | Part.          | Goles          | Part. | Goles |
| ---------------- | ----- | --------- | --------- | -------------- | -------------- | ----- | ----- |
| V-Varen Nagasaki | 2014  | 3         | 0         | -              | -              | 3     | 0     |
| V-Varen Nagasaki | 2015  | 8         | 0         | -              | -              | 8     | 0     |
| V-Varen Nagasaki | 2016  | 0         | 0         | -              | -              | 0     | 0     |
| Total            | Total | 11        | 0         | 0              | 0              | 11    | 0     |